# 正木利英
正木 利英（まさき としひで）は、戦国時代から安土桃山時代の武将。成田氏の家臣。家紋は菊水紋。『新編武蔵風土記稿』には正木丹波守勝英の表記となっている

## 経歴
天正2年（1574年）羽生城の戦いでの功績により、主君成田氏長から栢間に加え郷地と笠原を与えられた。
『忍城戦記』などによれば、天正18年（1590年）に忍城の戦いが起きた際には、正木は忍城の東南に位置する「佐間口」（北緯36度8分2.69秒 東経139度27分42.36秒）を守備し、豊臣方の長束正家の軍勢と戦闘を繰り広げたとされている。
忍城の戦い後、主君である成田氏には付き従わず、正木は武士の身分を捨て現地に留まると、豊臣方、成田方双方の戦死者を弔うため佐間口付近に高源寺を建立、守天和尚を招き開山した。正木は天正19年（1591年）に没するが、その墓は境内に現存している。

## 演じた俳優
- 佐藤浩市 - のぼうの城 (映画)
- 杉田智和  - のぼうの城 (オーディオブック)